# 邓祖洋
邓祖洋（1970年11月—），男性，汉族，安徽寿县人，1995年12加入中国共产党，大学本科。中华人民共和国政治人物。

## 生平
邓祖洋炎仕途并未离开寿县，毕业后历任炎刘镇政府人大秘书、党政办副主任、主任、组织委员。中共大顺镇党委副书记，瓦埠镇党委副书记、镇长。2012年升任中共寿县瓦埠镇党委书记。2015年改任寿县正阳关镇党委书记。因在脱贫攻坚战中作出突出贡献，2021年2月25日全国脱贫攻坚总结表彰大会上，邓祖洋被授予“全国脱贫攻坚先进个人”。